# Leptoquark
Les leptoquarks sont des particules hypothétiques qui interagiraient avec les quarks et les leptons. Les leptoquarks sont des bosons triplets de couleurs qui portent à la fois des nombres leptoniques et baryoniques. Leurs autres nombres quantiques, comme le spin, la charge électrique (fractionnelle) et l'isospin faible, varient selon les modèles. Les leptoquarks sont rencontrés dans diverses extensions du modèle standard, telles que les théories technicolor, les théories de l'unification quark-lepton (par exemple, le modèle Pati-Salam (en)) ou les théories de la grande unification basés sur SU(5) (en), SO(10) (en), E6, etc. Les leptoquarks sont actuellement recherchés dans les expériences ATLAS et CMS au Grand collisionneur de hadrons du CERN.
En mars 2021, certains rapports ont fait allusion à l'existence possible de leptoquarks comme une différence inattendue dans la façon dont les quarks bottom se désintègrent pour créer des électrons ou des muons. La mesure a été effectuée avec une signification statistique de 3,1σ, ce qui est bien en dessous du niveau de 5σ qui est généralement considéré comme une découverte.

## Aperçu
Les leptoquarks, s'ils existent, doivent être plus lourds que n'importe laquelle des particules élémentaires actuellement connues, sinon ils auraient déjà été découverts. Les limites inférieures expérimentales actuelles de la masse des leptoquarks (selon leur type) sont d'environ 1 TeV/c² (soit environ 1 000 fois la masse du proton). Par définition, les leptoquarks se désintègrent directement en un quark et un lepton ou un antilepton. Comme la plupart des autres particules élémentaires, ils vivent très peu de temps et ne sont pas présents dans la matière ordinaire. Cependant, ils pourraient être produits lors de collisions de particules à haute énergie, comme dans les collisionneurs de particules, ou par des rayons cosmiques frappant l'atmosphère terrestre.
Comme les quarks, les leptoquarks doivent être colorés et doivent donc également interagir avec les gluons. Cette interaction forte est importante pour leur production dans les collisionneurs de hadrons (comme le Tevatron ou le Grand collisionneur de hadrons).

## Typologie simplifiée
Plusieurs types de leptoquarks, en fonction de leur charge électrique, peuvent être considérés :
- Q = 5⁄3 : Un tel leptoquark se désintègre en quarks de type up (up, charm, top) et en antileptons chargés (e+, μ+, τ+).
- Q = 2⁄3 : Un tel leptoquark se désintègre en quarks de type up et en neutrinos (ou antineutrinos), et/ou en quarks de type down (down, strange, bottom) et en antileptons chargés.
- Q = −1⁄3 : Un tel leptoquark se désintègre en quarks de type down et en (anti)neutrinos, et/ou en quark de type up et en lepton chargé.
- Q = −4⁄3 : Un tel leptoquark se désintègre en quarks de type down et en leptons chargés.

Si un leptoquark avec une charge donnée existe, son antiparticule avec une charge opposée et qui se désintégrerait en états conjugués à ceux énumérés ci-dessus, doit également exister.
Un leptoquark avec une charge électrique donnée peut, en général, interagir avec n'importe quelle combinaison d'un lepton et d'un quark avec des charges électriques données (ce qui donne jusqu'à 3 × 3 = 9 interactions distinctes d'un seul type de leptoquark). Cependant, les recherches expérimentales supposent généralement qu'un seul de ces « canaux » est possible. En particulier, un leptoquark chargé Q = 2⁄3 qui se désintègre en un positron et un quark down est appelé un « leptoquark de première génération », un leptoquark qui se désintègre en quark étrange et antimuon est un « leptoquark de deuxième génération », etc. Néanmoins, la plupart des théories n'apportent pas beaucoup de motivation théorique pour croire que les leptoquarks n'ont qu'une seule interaction et que la génération du quark et du lepton impliqués est la même.

## Désintégration du proton
L'existence de leptoquarks purs ne perturberait pas la conservation du nombre baryonique. Cependant, certaines théories permettent (ou exigent) que le leptoquark ait également un vertex d'interaction diquark. Par exemple, un leptoquark chargé Q = 2⁄3 pourrait également se désintégrer en deux antiquarks de type down. L'existence d'un tel leptoquark-diquark provoquerait la désintégration des protons. Les limites actuelles de la durée de vie des protons sont de solides preuves de l'existence de ces leptoquark-diquarks. Ces champs émergent dans les théories de grande unification ; par exemple, dans le modèle SU(5) de Georgi-Glashow (en), ils sont appelés bosons X et Y.

## Recherches expérimentales
En 1997, un excès d'événements à l'accélérateur HERA a créé un émoi dans la communauté de la physique des particules, car une explication possible de cet excès était l'implication des leptoquarks.
Cependant, des études ultérieures réalisées à la fois à HERA et au Tevatron avec des échantillons de données plus importants ont exclu cette possibilité pour des masses de leptoquark allant jusqu'à environ 275–325 GeV/c2. Des leptoquarks de deuxième génération ont également été recherchés et n'ont pas été trouvés.
Les meilleures limites actuelles pour les leptoquarks sont fixées par le Grand collisionneur de hadrons, qui a recherché les leptoquarks de première, deuxième et troisième génération et certains leptoquarks de génération mixte et a relevé la limite inférieure de masse à environ 1 TeV/c2. Pour prouver l'existence de leptoquarks couplés à un neutrino et à un quark, il faudrait que l'énergie manquante dans les collisions de particules attribuées aux neutrinos soit excessivement énergétique. Il est probable que la création de leptoquarks imiterait la création de quarks massifs.
Pour les leptoquarks couplés à des électrons et à des quarks up ou down, les expériences de violation de parité atomique et de diffusion d'électrons violant la parité fixent les meilleures limites.
Le projet LHeC visant à ajouter un anneau d'électrons pour faire entrer en collision des paquets avec l'anneau de protons existant du LHC est proposé comme projet de recherche de leptoquarks de génération supérieure.